# Liste der Klassischen Philologen an der Albert-Ludwigs-Universität Freiburg
Die Liste der Klassischen Philologen an der Albert-Ludwigs-Universität Freiburg zählt namhafte Hochschullehrer dieses Faches auf, die an der Albert-Ludwigs-Universität Freiburg wirkten und wirken.

## Überblick
Die Klassische Philologie wurde in Freiburg durch den Philologen und Literaturhistoriker Karl Zell (1793–1873) begründet, der seit 1821 den Lehrstuhl für Philologie innehatte. Er schuf 1830 nach dem Vorbild anderer Universitäten das Philologische Seminar. Als Zell 1836 in die badische Schulbehörde eintrat, wurde Joseph Anselm Feuerbach (1798–1851) zu seinem Nachfolger ernannt. Feuerbach vertrat bis zu seinem Tode gleichermaßen Philologie und Archäologie. Er bewirkte, dass der Collaborator Anton Baumstark ebenfalls zum ordentlichen Professor ernannt wurde. Seither existieren zwei Lehrstühle für Klassische Philologie. 1892 wurde das Philologische Seminar in Seminar für Klassische Philologie umbenannt.
Zur Zeit des Nationalsozialismus wurde der Philologieprofessor Eduard Fraenkel wegen seiner jüdischen Herkunft entlassen. Sein Nachfolger Hans Oppermann wie auch dessen Kollege Hans Bogner waren überzeugte Vertreter des Nationalsozialismus. Nachdem beide 1941 die Universität verlassen hatten und an die Reichsuniversität Straßburg gingen, wurden ihre Lehrstühle auf Initiative der Universität mit seriösen Fachwissenschaftlern besetzt, Karl Büchner und Hermann Gundert, die bis in die 1970er Jahre die Klassische Philologie in Freiburg vertraten.
2018 wurde die bis dahin selbständige lateinische Philologie des Mittelalters Teil des Seminars für Griechische und Lateinische Philologie.

## Liste der Klassischen Philologen
Angegeben ist in der ersten Spalte der Name der Person und ihre Lebensdaten, in der zweiten Spalte wird der Eintritt in die Universität angegeben, in der dritten Spalte das Ausscheiden. Spalte vier nennt die höchste an der Universität Freiburg erreichte Position. An anderen Universitäten kann der entsprechende Dozent eine noch weitergehende wissenschaftliche Karriere gemacht haben. Die nächste Spalte nennt Besonderheiten, den Werdegang oder andere Angaben in Bezug auf die Universität oder das Seminar. In der letzten Spalte stehen Bilder der Dozenten.
| Wissenschaftler                     | von       | bis       | Funktionen                                   | Bemerkungen | Bild |
| ----------------------------------- | --------- | --------- | -------------------------------------------- | --- | ---- |
| Johann Georg Jacobi (1740–1814)     | 1784      | 1814      | Ordinarius                                   | Professor der schönen Künste und Wissenschaften; Dichter und Publizist |      |
| Karl Zell (1793–1873)               | 1821      | 1836      | Ordinarius                                   | Professor für Philologie, gründete 1830 das Philologische Seminar, wechselte 1836 an die badische Schulbehörde; forschte hauptsächlich zur antiken Philosophiegeschichte |      |
| Anton Baumstark (1800–1876)         | 1830      | 1872      | Ordinarius                                   | 1830 Collaborator am Seminar, 1836 Ordinarius; veröffentlichte kritische Editionen und Schultextausgaben zu Caesar und Demosthenes |      |
| Joseph Anselm Feuerbach (1798–1851) | 1836      | 1851      | Ordinarius                                   | Nachfolger Zells, Philologe und Archäologe; Spezialist zur griechischen Plastik, Vater des Malers Anselm Feuerbach |      |
| Theodor Bergk (1812–1881)           | 1852      | 1857      | Ordinarius                                   | Nachfolger Feuerbachs, Spezialist für griechische Lyrik, Tragödie und Komödie; wechselte nach Halle |      |
| Johannes Vahlen (1830–1911)         | 1858      | 1858      | Ordinarius                                   | Nachfolger Bergks für ein Semester; wechselte nach Wien |      |
| Franz Bücheler (1837–1908)          | 1858      | 1866      | Ordinarius                                   | Nachfolger Vahlens, wegen seiner Jugend (21 Jahre) zunächst Extraordinarius, ab 1862 Ordinarius; wechselte nach Greifswald |      |
| Wilhelm Brambach (1841–1932)        | 1866      | 1872      | Ordinarius                                   | Nachfolger Büchelers, Spezialist zur Musik und Literatur des Mittelalters; wechselte als Leiter an die Großherzogliche Hof- und Landesbibliothek Karlsruhe |      |
| August Wilmanns (1833–1917)         | 1870      | 1871      | Extraordinarius                              | Bibliotheksleiter; wechselte nach Innsbruck |      |
| Bernhard Schmidt (1837–1917)        | 1872      | 1911      | Ordinarius                                   | Nachfolger Baumstarks; Spezialist für das Neugriechische, sammelte Volkslieder und Sagen |      |
| Otto Keller (1838–1927)             | 1872      | 1875      | Ordinarius                                   | Nachfolger Brambachs, wechselte nach Graz |      |
| Otto Hense (1845–1931)              | 1876      | 1909      | Ordinarius                                   | Nachfolger Kellers, forschte zur Philosophiegeschichte und zur byzantinischen Lexikografie |      |
| Karl Kalbfleisch (1868–1946)        | 1896      | 1900      | Privatdozent                                 | 1896 habilitiert, 1898 Assistent; wechselte als Professor nach Rostock, später nach Marburg und Gießen |      |
| Wolfgang Aly (1881–1962)            | 1905      | 1945      | außerplanmäßiger außerordentlicher Professor | Assistent, 1908 habilitiert, 1914 außerplanmäßiger außerordentlicher Professor, 1928 Lektor; Mitglied der NSDAP (seit 1931) und SA; 1945 entlassen, 1949 pensioniert |      |
| Joseph Hermann Schmalz (1846–1917)  | 1905      | 1909      | Lehrbeauftragter                             | Direktor des Berthold-Gymnasiums, hielt Veranstaltungen über lateinische Stilistik und Syntax; Verfasser von grammatischen und stilistischen Lehrbüchern |      |
| Eduard Schwartz (1858–1940)         | 1909      | 1913      | Ordinarius                                   | Nachfolger Henses, berühmter Editor, Papyrologe und Wissenschaftsorganisator; wechselte 1913 nach Straßburg |      |
| Richard Reitzenstein (1861–1931)    | 1911      | 1914      | Ordinarius                                   | Nachfolger Schmidts, Papyrologe, Philosophie- und Literaturhistoriker sowie Religionswissenschaftler; wechselte nach Göttingen |      |
| Otto Immisch (1862–1936)            | 1914      | 1930      | Ordinarius                                   | Nachfolger Schwartz’, Spezialist für griechische und römische Dramatik und Lyrik; Verteidiger des humanistischen Gymnasiums in Deutschland |      |
| Alfred Körte (1866–1946)            | 1914      | 1917      | Ordinarius                                   | Nachfolger Reitzensteins, Spezialist für hellenistische Dichtung und Neue Komödie (Menander-Editor); wechselte nach Leipzig |      |
| Ludwig Deubner (1877–1946)          | 1917      | 1927      | Ordinarius                                   | Nachfolger Körtes, Religionshistoriker (Attische Feste, Lehrbuch der Religionsgeschichte); wechselte nach Berlin |      |
| Rudolf Pfeiffer (1889–1979)         | 1927      | 1929      | Ordinarius                                   | Nachfolger Deubners, Kallimachos-Forscher; wechselte nach München |      |
| Wolfgang Schadewaldt (1900–1972)    | 1929      | 1934      | Ordinarius                                   | Nachfolger Pfeiffers, 1933/1934 Dekan; trat 1934 von seinem Posten zurück und wechselte nach Leipzig |      |
| Eduard Fraenkel (1888–1970)         | 1931      | 1933      | Ordinarius                                   | Nachfolger Immischs, wegen seiner jüdischen Herkunft 1933 in den vorläufigen, 1934 in den endgültigen Ruhestand versetzt; wechselte nach Oxford |      |
| Hans Oppermann (1895–1982)          | 1934      | 1941      | Ordinarius                                   | Nachfolger Fraenkels (zunächst Vertreter, ab 1935 persönlicher Ordinarius), SA-Mitglied; profilierte sich durch Lehr-, Publikations und Vortragstätigkeit als überzeugter Nationalsozialist; wechselte nach Straßburg; ab 1945 im Schuldienst                                                                                                  |      |
| Hans Bogner (1895–1948)             | 1936      | 1941      | Ordinarius                                   | Nachfolger Schadewaldts; überzeugter Nationalsozialist, der gegen den Willen der Hochschulleitung berufen wurde; wechselte nach Straßburg; ab 1945 Dozent in Blaubeuren |      |
| Walter Nestle (1902–1945)           | 1942      | 1943      | Lehrstuhlvertreter                           | vertrat den Lehrstuhl für Gräzistik (Bogner); Homer- und Aischylos-Spezialist; wechselte nach Frankfurt am Main |      |
| Karl Büchner (1910–1981)            | 1943      | 1981      | Ordinarius                                   | Nachfolger Oppermanns, 1945 kurzzeitig entlassen, 1946 rehabilitiert, 1948/1949 Dekan, 1976 emeritiert; Spezialist für lateinische Dichtung, Philosophie und Geschichtsschreibung |      |
| Hermann Gundert (1909–1974)         | 1944      | 1974      | Ordinarius                                   | Nachfolger Bogners, NSDAP-Mitglied (jedoch nicht ideologisch engagiert); 1945 entlassen, 1949 rehabilitiert |      |
| Walter Wimmel (1922–2016)           | 1957      | 1962      | außerplanmäßiger Professor                   | 1960 habilitiert, 1962 apl. Prof.; wechselte nach Marburg; Spezialist zur augusteischen Dichtung |      |
| Manfred Erren (* 1928)              | 1959      | 1994      | außerplanmäßiger Professor                   | 1966 habilitiert, 1972 apl. Prof.; Spezialist für griechisch-römisches Lehrgedicht (Arat, Vergil) |      |
| Manfred Fuhrmann (1925–2005)        | 1959      | 1962      | Privatdozent                                 | 1959 habilitiert; wechselte nach Kiel, später nach Konstanz |      |
| Jürgen Blänsdorf (* 1936)           | 1962      | 1971      | Wissenschaftlicher Assistent                 | Büchner-Schüler, 1971 habilitiert; wechselte nach Mainz |      |
| Klaus Döring (* 1938)               | 1966      | 1981      | Privatdozent                                 | Philosophiehistoriker; wechselte nach Bamberg |      |
| Johannes Christes (* 1937)          | 1971      | 1993      | Akademischer Oberrat                         | Büchner-Schüler, 1971 promoviert, 1977 habilitiert; wechselte als Ordinarius nach Berlin (HU) |      |
| Konrad Heldmann (* 1940)            | 1972      | 1985      | Privatdozent                                 | 1980 habilitiert; Literaturhistoriker, Spezialist für Historiografie; wechselte nach Kiel |      |
| Wolfgang Kullmann (1927–2022)       | 1975      | 1996      | Ordinarius                                   | Nachfolger Gunderts; Spezialist für Epenforschung und die Philosophie des Aristoteles |      |
| Eckard Lefèvre (* 1935)             | 1977      | 2003      | Ordinarius                                   | Nachfolger Büchners; Spezialist für antikes Drama und augusteische Literatur |      |
| Ulrich Eigler (* 1959)              | 1984 1995 | 1989 1998 | Professor                                    | Altphilologe und Mittellateiner; bis 1989 Wissenschaftlicher Mitarbeiter, später C3-Professor; wechselte nach Trier, später nach Zürich |      |
| Michael Reichel (* 1960)            | 1985      | 1997      | Privatdozent                                 | 1996 habilitiert, ab 1997 Lehrstuhlvertreter; wechselte 1997 nach Düsseldorf |      |
| Hans-Christian Günther (* 1957)     | 1986      |           | außerplanmäßiger Professor                   | Akademischer Rat, 1991 Habilitation, 1999, apl. Prof.; Spezialist für griechische und römische Dichtung |      |
| Jochen Althoff (* 1962)             | 1991      | 1996      | Wissenschaftlicher Assistent                 | Kullmann-Schüler, 1995 habilitiert; nach zahlreichen Lehrstuhlvertretungen 1998 Ordinarius in Mainz |      |
| Antonios Rengakos (* 1957)          | 1991      | 1997      | Privatdozent                                 | Spezialist für griechisches Epos und Geschichtsschreibung; wechselte nach Thessaloniki |      |
| Ulrike Auhagen (* 1967)             | 1993      |           | außerplanmäßige Professorin                  | wissenschaftliche Hilfskraft, 1995 Mitarbeiterin am Sonderforschungsbereich 321 „Übergänge und Spannungsfelder zwischen Mündlichkeit und Schriftlichkeit“, 1998 Akademische Rätin, 2007 Habilitation in Bielefeld, 2009 nach Freiburg umhabilitiert, 2012 apl. Prof.; Spezialistin für römische Literatur, besonders Komödie, Elegie und Lyrik |      |
| Thomas Baier (* 1967)               | 1994      | 2001      | Privatdozent                                 | 1999 habilitiert; wechselte nach Bamberg |      |
| Bernhard Zimmermann (* 1955)        | 1997      |           | Ordinarius                                   | Nachfolger Kullmanns, Spezialist für griechisches Drama |      |
| Gesine Manuwald (* 1974)            | 1998      | 2008      | Außerplanmäßige Professorin                  | Habilitation 2000, 2006 apl. Prof.; wechselte als Senior Lecturer nach London |      |
| Andreas Bagordo (* 1971)            | 1999      |           | außerordentlicher Professor                  | Wissenschaftlicher Mitarbeiter, 2001 habilitiert, 2003 Hochschuldozent, 2005 außerordentlicher Professor für Gräzistik, zeitweise Lehrstuhlvertreter für Latinistik |      |
| Eckart Schäfer (* 1939)             | 1999      | 2005      | außerplanmäßiger Professor                   | Gymnasiallehrer, 1974 habilitiert; von 1999 bis 2005 apl. Prof.; Spezialist für neulateinische Dichtung |      |
| Jonas Grethlein (* 1978)            | 2003      | 2007      | Privatdozent                                 | Spezialist für griechische Literatur; wechselte nach Santa Barbara, später nach Heidelberg |      |
| Therese Fuhrer (* 1959)             | 2004      | 2008      | Ordinaria                                    | Nachfolgerin Lefèvres; wechselte an die FU Berlin |      |
| Wolfgang Kofler (* 1970)            | 2009      | 2012      | Ordinarius                                   | Nachfolger Fuhrers; Aeneis- und Epigrammforscher; wechselte nach Innsbruck |      |
| Sotera Fornaro (* 1964)             | 2012      | 2014      | Gastprofessorin                              | DAAD-Gastprofessorin für Rezeptions- und Wissenschaftsgeschichte |      |
| Stefan Tilg (* 1976)                | 2014      |           | Ordinarius                                   | Nachfolger Koflers; Spezialist für den antiken Roman, neulateinische Literatur und Antikenrezeption |      |

## Lehrstuhlinhaber
Erstes Ordinariat:
1. Karl Zell (1821–1836)
2. Joseph Anselm Feuerbach (1836–1851)
3. Theodor Bergk (1852–1857)
4. Johannes Vahlen (1858)
5. Franz Bücheler (1858–1866)
6. Wilhelm Brambach (1866–1872)
7. Otto Keller (1872–1875)
8. Otto Hense (1876–1909)
9. Eduard Schwartz (1909–1913)
10. Otto Immisch (1914–1931)
11. Eduard Fraenkel (1931–1933)
12. Hans Oppermann (1935–1941)
13. Karl Büchner (1943–1976)
14. Eckard Lefèvre (1977–2003)
15. Therese Fuhrer (2004–2008)
16. Wolfgang Kofler (2009–2012)
17. Stefan Tilg (seit 2014)

Zweites Ordinariat:
1. Anton Baumstark (1836–1872)
2. Bernhard Schmidt (1872–1911)
3. Richard Reitzenstein (1911–1914)
4. Alfred Körte (1914–1917)
5. Ludwig Deubner (1917–1927)
6. Rudolf Pfeiffer (1927–1929)
7. Wolfgang Schadewaldt (1929–1934)
8. Hans Bogner (1936–1941)
9. Hermann Gundert (1944–1974)
10. Wolfgang Kullmann (1975–1996)
11. Bernhard Zimmermann (seit 1997)

Drittes Ordinariat (Lateinische Philologie des Mittelalters; vorher eigenständiges Institut):
1. Frank Bezner (seit 2018)